# درزدن (تنسی)
درزدن(به انگلیسی: Dresden) شهری در ایالت تنسی کشور ایالات متحده آمریکا است که جمعیت آن در سرشماری سال ۲۰۱۰ میلادی، ۳٬۰۰۵ نفر بوده‌است.